# Roman Rees
Roman Rees (ur. 1 marca 1993 we Fryburgu Bryzgowijskim) – niemiecki biathlonista.

## Kariera
Po raz pierwszy na arenie międzynarodowej pojawił się w 2012 roku, kiedy wystąpił na mistrzostwach świata juniorów w Kontiolahti. Był tam między innymi piąty w sztafecie. Zajął też piąte miejsce w biegu pościgowym podczas rozgrywanych rok później mistrzostw świata juniorów w Obertilliach.
W Pucharze Świata zadebiutował 30 listopada 2016 roku w Östersund, zajmując 48. miejsce w biegu indywidualnym. Pierwsze pucharowe punkty zdobył 4 grudnia 2016 roku w Östersund, gdzie w biegu pościgowym zajął 36. miejsce. Na podium zawodów pucharowych po raz pierwszy stanął 15 lutego 2019 roku w Soldier Hollow, gdzie ukończył sprint na trzeciej pozycji. Wyprzedzili go jedynie Norweg Vetle Sjåstad Christiansen i Simon Desthieux z Francji.
Na mistrzostwach świata w Östersund w 2019 roku wspólnie z Erikiem Lesserem, Arndem Peifferem i Benediktem Dollem zdobył srebrny medal w sztafecie. Na tej samej imprezie zajął także 20. miejsce w biegu indywidualnym.

## Osiągnięcia

### Zimowe igrzyska olimpijskie
| Rok  | Miejscowość | Konkurencje | Konkurencje | Konkurencje | Konkurencje | Konkurencje | Konkurencje | Konkurencje |
| Rok  | Miejscowość | IN          | SP          | PU          | MS          | RL          | MR          | SR          |
| ---- | ----------- | ----------- | ----------- | ----------- | ----------- | ----------- | ----------- | ----------- |
| 2022 | Pekin       | 7.          | 17.         | 6.          | 14.         | 4.          | –           | nd.         |

### Mistrzostwa świata
| Rok  | Miejscowość | Konkurencje | Konkurencje | Konkurencje | Konkurencje | Konkurencje | Konkurencje | Konkurencje |
| Rok  | Miejscowość | IN          | SP          | PU          | MS          | RL          | MR          | SR          |
| ---- | ----------- | ----------- | ----------- | ----------- | ----------- | ----------- | ----------- | ----------- |
| 2019 | Östersund   | 20.         | –           | –           | –           | 2.          | –           | –           |
| 2021 | Pokljuka    | 10.         | –           | –           | –           | 7.          | –           | –           |
| 2023 | Oberhof     | 21.         | 19.         | 10.         | 18.         | 5.          | 6.          | –           |
| 2024 | Nové Město  | 13.         | –           | –           | –           | –           | –           | –           |

### Mistrzostwa świata juniorów
| Rok  | Miejscowość  | Konkurencje | Konkurencje | Konkurencje | Konkurencje | Konkurencje | Konkurencje | Konkurencje |
| Rok  | Miejscowość  | IN          | SP          | PU          | MS          | RL          | MR          | SR          |
| ---- | ------------ | ----------- | ----------- | ----------- | ----------- | ----------- | ----------- | ----------- |
| 2012 | Kontiolahti  | 13.         | 10.         | 24.         | nd.         | 5.          | nd.         | nd.         |
| 2013 | Obertilliach | 10.         | 7.          | 5.          | nd.         | nd.         | nd.         | nd.         |
| 2014 | Presque Isle | 10.         | 23.         | 14.         | nd.         | 1.          | nd.         | nd.         |

### Puchar Świata

#### Miejsca w klasyfikacji generalnej
| Sezon     | Miejsce |
| --------- | ------- |
| 2016/2017 | 48.     |
| 2017/2018 | 33.     |
| 2018/2019 | 42.     |
| 2019/2020 | 63.     |
| 2020/2021 | 28.     |
| 2021/2022 | 16.     |
| 2022/2023 | 9.      |
| 2023/2024 | 27.     |
| 2024/2025 | 49.     |

#### Miejsca na podium chronologicznie
| Lp. | Dzień        | Rok  | Miejscowość    | Konkurencja                | Lokata | Pudła   | Czas biegu | Strata | Zwycięzca                  |
| --- | ------------ | ---- | -------------- | -------------------------- | ------ | ------- | ---------- | ------ | -------------------------- |
| 1.  | 15 lutego    | 2019 | Soldier Hollow | Sprint na 10 km            | 3.     | 1+0     | 23:29,7    | + 22,4 | Vetle Sjåstad Christiansen |
| 2.  | 3 grudnia    | 2022 | Kontiolahti    | Sprint na 10 km            | 3.     | 0+0     | 23:09,0    | +28,8  | Johannes Thingnes Bø       |
| 3.  | 26 listopada | 2023 | Östersund      | Bieg indywidualny na 20 km | 1.     | 0+0+0+1 | 51:27,2    | –      | –                          |